# 4号警備
『4号警備』（よんごうけいび）は、NHK総合「土曜ドラマ」にて2017年4月8日から5月20日まで土曜20時15分から20時43分に全7話で放映された日本のテレビドラマ。非警察組織の民間警備会社「ガードキーパーズ警備保障」を舞台に、日本の警備業法の4つの分類のうち特に身辺警護を主体とする「4号警備業務」に従事するボディガードの最前線を1話完結で描く。

## 製作
20時台にリニューアルした「土曜ドラマ」枠の第1弾として、3年前（2014年）に制作放映された同じくNHK総合の土曜ドラマで消防士を描いた『ボーダーライン』と同じスタッフが結集して制作された。放送終了後、スタッフブログにて明かされた。
セキュリティコンサルティング専門家の木本亮が作品の身辺警護考証を担当し、「格闘などの演出描写にTVドラマならではのエンターテインメントの部分はあれども、それ以外については現実に非常に忠実に描いており、身辺警護のお手本、教科書のようなドラマ」としている。
番組内でガードキーパーズ社員として登場する業務中の警備員たちが着用している各警備業法の制定に沿った制服は番組のために新たにデザインされたもので、演出コンセプトは「定番の制服とは少し違った、新しいイメージの警備服を表現したい」というものだった。

## 登場人物

### 主要人物
朝比奈準人（あさひな はやと）〈25〉
演 - 窪田正孝
元警察官。若くして退官後に警備業に就いた。格闘技ジムの2階に下宿している。
石丸賢吾（いしまる けんご）〈50〉
演 - 北村一輝
元会社経営者で妻子持ちだったが、現在は離婚している。交通誘導警備（2号警備業務）に従事していたが、なぜか池山に4号警備への従事を命令された。自他共に臆病者と呼ばれる慎重派。朝比奈からは「シシマル」と呼ばれ、見下されている。

### ガードキーパーズ社員
上野由宇（うえの ゆう）〈23〉
演 - 阿部純子
元ホテルのフロント係。ストーカー被害をきっかけに朝比奈、石丸たちに助けを求め、その後ガードキーパーズに入社した。
池山幸雄（いけやま ゆきお）
演 - 片岡鶴太郎
元警視庁のSPで、現在はガードキーパーズ警備の部長。朝比奈、石丸に命じてコンビを組ませた。
本田薫（ほんだ かおる）〈47〉
演 - 木村多江
ガードキーパーズの2代目社長。同時に営んでいるアパレル事業の方に注力しており、警備業については経営意欲が薄い。
金沢茜
演 - 濱田マリ
ガードキーパーズの経理・事務担当。
遠藤恵輔
演 - 高木渉
ガードキーパーズ警備部のリーダー。
大川
演 - 横田大明
山本健
演 - 浦野博士

### その他
江本六郎
演 - 麿赤兒
朝比奈が下宿している格闘ジムのオーナー。
山田剛志
演 - 神戸浩
朝比奈と同じくジムに住み込んでいるジム清掃員。
松下楓
演 - 久保田紗友
石丸の娘。高校生。
滝沢学
演 - 佐戸井けん太
警視正。
小林三喜男
演 - 賀来賢人
朝比奈が警官を退官した理由に深く関わっている。殺人の罪で3年半収監されていた。

### ゲスト
第1回
広瀬秀嗣
演 - 水橋研二
盲目の男性で遺産相続を巡って命を狙われていた。
バートランド
演 - セイン・カミュ
外国の要人。
刺客
演 - 島津健太郎
広瀬の命を狙う男。
第2回
小川
演 - 小沢一敬
上野由宇を執拗にストーキングしていた。
羽場
演 - 横塚真之介
ホテル従業員。
支配人
演 - 多田木亮佑
第3回
原正
演 - 中山秀征
ブラック企業の噂がある大手不動産会社の社長。
昇太
演 - 伊藤歩夢
原のひとり息子。
森
演 - 小須田康人
原の会社の総務部長で側近。
第4回
熊田典子
演 - 伊藤蘭
市長選挙に立候補した元教師だが、何者かから脅迫を受けていた。
甲本富雄
演 - 高橋光臣
熊田の教師時代の教え子で熊田の選挙事務所の運営者。
熊田陣営のスタッフ
演 - 芳野友美、山口智恵
藤田源太郎
演 - 小杉幸彦
選挙立候補者。
はに丸
声 - 田中真弓
冒頭において、朝比奈と石丸のやり取りの最中に突然登場した。
第5回
馬場啓介
演 - 柏原収史
エリートサラリーマンで妻、奈津子の警護を依頼した。
馬場奈津子
演 - 壇蜜
夫の依頼で朝比奈たちが警護についた主婦。
第6回
渋谷謙一
演 - 塚本晋也
外国人労働者たちの失踪事件に取り組む弁護士だったが、謎の組織に狙われるようになっていた。
最終回
女殺し屋
演 - 佃井皆美

## スタッフ
- 作 - 宇田学[1][5]
- 音楽 - 蓜島邦明[1]
- 制作統括 - 須崎岳、藤澤浩一[5]
- デスク - 上田明子
- 演出 - 石塚嘉[5]、松園武大、宇佐川隆史
- 身辺警備考証 - 木本亮[2]
- 法律考証 - 飯田豊浩
- 警察考証 - 伊藤鋼一
- VFXプロデューサー - 結城崇史
- アクション監督 - 川本耕史[13]
- 制作・著作 - NHK

## 放送日程
| 各話   | 放送日  | サブタイトル            | 演出       |
| ------ | ------- | ----------------------- | ---------- |
| 第1回  | 4月08日 | なし                    | 石塚嘉     |
| 第2回  | 4月15日 | なし                    | 石塚嘉     |
| 第3回  | 4月22日 | なし                    | 石塚嘉     |
| 第4回  | 4月29日 | なし                    | 松園武大   |
| 第5回  | 5月06日 | なし                    | 松園武大   |
| 第6回  | 5月13日 | なし                    | 宇佐川隆史 |
| 最終回 | 5月20日 | 守るとは？ 生きるとは？ | 石塚嘉     |

NHKオンデマンド配信の対象であるため、第一回からのWEB視聴も可能となっている。

## 関連商品

### サウンドトラック
- 蓜島邦明『NHK土曜ドラマ「4号警備」オリジナル・サウンドトラック』（2017年5月10日、アイデアルミュージック、NGCS-1076）

### ノベライズ
百瀬しのぶによりノベライズされ、脚本は後にノベライズ小説として宝島社文庫から前後編で出版されている。宇田学、百瀬しのぶ共著、宝島社文庫より前後編で刊行。
- 宇田学（作）、百瀬しのぶ（ノベライズ）『4号警備 前編』（2017年5月12日、宝島社文庫、ISBN 978-4-8002-7271-3）
- 宇田学（作）、百瀬しのぶ（ノベライズ）『4号警備 後編』（2017年6月7日、宝島社文庫、ISBN 978-4-8002-7273-7）

### DVD
- 4号警備（2017年10月25日、バップ、VPBX-15719）